# Basal
En filogenia, los miembros basales de un linaje son aquellos que se separaron más tempranamente que otros miembros del mismo grupo. El término se usa frecuentemente en oposición a derivado. Por ejemplo:
- Las paleodicotiledóneas son fanerógamas basales, que divergieron antes de la separación entre las monocotiledóneas y las eudicotiledóneas.
- Los gibones son el grupo actual más basal de los hominoideos, habiendo divergido de la línea principal mucho más temprano que el resto (orangután, gorila, chimpancé y humano).

Muchos biólogos (especialmente los que usan la cladística) prefieren el uso de «basal» en vez del concepto «primitivo», que encierra inferioridad, siendo todo lo contrario, si un miembro basal de un grupo existe durante largo tiempo tendrá más tiempo para evolucionar y estará, a menudo, tan bien adaptado a su hábitat como los miembros derivados.
Alternativamente, en botánica, el término basal puede significar «en la base de»; por ejemplo, el género de orquídeas salvajes Piperia tiene hojas que se sitúan completa y básicamente en el tallo. Similar acepción se utiliza en zoología, en la descripción morfológica del pólipo de los cnidarios, refiriéndose al extremo del cuerpo que se fija al sustrato.